# Octobre 1812

## Événements

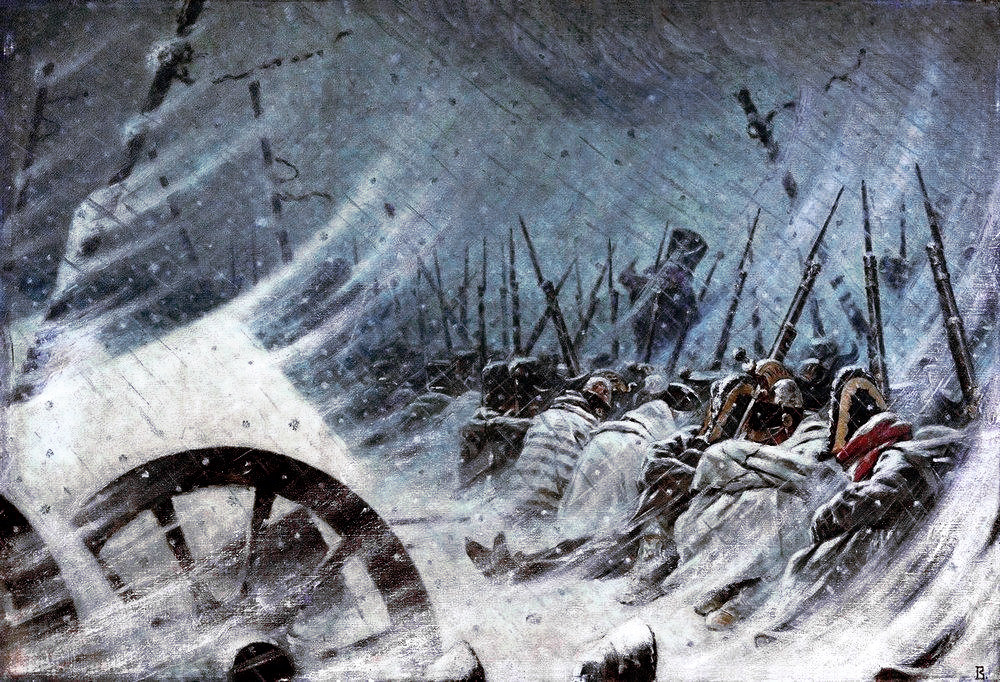
Octobre-novembre : retraite de Russie

- États-Unis : la capitale de la Pennsylvanie est de manière permanente déplacé de Lancaster à Harrisburg.

- 5 octobre-10 novembre : élections générales au Royaume-Uni[1].

- 9 octobre, États-Unis : les forces navales américaines capturent deux vaisseaux de guerre Britanniques.

- 13 octobre, Campagne du Niagara : victoire britannique décisive à la bataille de Queenston Heights.

- 18 octobre :
  - La corvette américaine  USS Wasp capture la frégate Britannique HMS Frolic au nord des Bermudes[2].
  - Victoires russes à la bataille de Winkowo (ou Taroutino)[3] et à la seconde bataille de Polotsk (18 au 20 octobre)[4].

- 19 octobre : début de la retraite de Russie. Napoléon attend en vain les offres de paix du tsar et le 22 octobre ordonne la retraite vers le Niémen[5].

- Nuit du 22 - 23 octobre : seconde conspiration du général Malet à Paris, qui fait apparaître la faiblesse du régime. Malet, républicain détenu depuis 1808 dans une maison de santé, s’évade et rallie quelques troupes. Il se présente comme chef d’un gouvernement provisoire constitué après la mort de l’empereur, et réussit à contrôler la préfecture de police, le ministère de la Police et la préfecture de la Seine. Le chef d’Etat-major de la première région militaire, flairant la supercherie, fait arrêter Malet vers 10 heures du matin. Le 28 octobre, 24 conjurés sont jugés et 12 condamnés sont exécutés le 29 octobre.

- 23 octobre : victoire française au combat de Villodrigo[6].

- 24 octobre : bataille de Maloyaroslavets[7].

- 25 octobre : la frégate américaine USS United States  capture la frégate britannique HMS Macedonian au sud des Açores[8].

- 31 octobre :
  - Victoire des Russes de Pyotr Kotlyarevsky à la bataille d'Aslanduz sur les Perses d'Abbas Mirza[9]. Le Britannique sir Gore Ouseley est chargé de la médiation entre les Perses et les Russes.
  - Victoire russe à la bataille de Czaśniki[10].

## Naissances
- 12 octobre : Ascanio Sobrero (mort en 1888), chimiste italien.